# Angela Braun-Stratmann
Angela Braun-Stratmann, geborene Stratmann (auch Angelika; * 22. August 1892 in Neuss; † 19. Juni 1966 in Bois-Colombes) war eine deutsche Frauenrechtlerin, Journalistin und Politikerin der SPD. Zudem war sie Gründungsmitglied und langjährige Vorsitzende der Arbeiterwohlfahrt im Saargebiet.

## Leben
Angela Stratmann, Tochter des Amtsgerichtsekretärs Theodor Friedrich Eberhard Stratmann und dessen Frau Mathilde Buschhausen, wuchs in Neuss auf. Nach ihrer Reifeprüfung 1911 in Köln-Ehrenfeld arbeitete sie von 1913 bis 1923 in Neuss als Lehrerin.  1923 heiratete sie den Politiker Max Braun, mit dem sie im November des gleichen Jahres nach Saarbrücken zog. Zusammen engagierten sich die beiden für die SPD, Braun-Stratmann war zudem eine der ersten Frauenrechtlerinnen an der Saar. 1924 gründeten beide die saarländische Arbeiterwohlfahrt mit, deren Leitung Braun-Stratmann von 1925 bis 1935 übernahm. Zusammen mit ihrem Mann engagierte sie sich im Abstimmungskampf um das Saargebiet. Nach dem Scheitern ihres Anliegens, die Angliederung an das Deutsche Reich zu verhindern, emigrierte sie zusammen mit Braun nach Frankreich, wo beide die Einheitsfront der Emigranten gegen das NS-Regime unterstützten. 1936 in Paris arbeitete Braun-Stratmann im Office pour les Refugiés Sarrois. Dieses Beratungsbüro versorgte Saarflüchtlinge mit Arbeitsgenehmigungen für Frankreich.
Im Zuge ihres international bekannt gewordenen Engagements gegen das nationalsozialistische Deutsche Reich wurde ihr 1936 die deutsche Staatsbürgerschaft aberkannt.
1940, zu Beginn des Westfeldzuges, flohen Braun-Stratmann und ihr Mann nach London. Nach dem Tod ihres Mannes 1945 kehrte sie alleine in das Saarland zurück. Sie war zwischen Mai und September 1947 einziges weibliches Mitglied der Verfassungskommission des Saarlandes, welche die Verfassung des Saarlandes ausarbeitete. Von 1947 bis 1952 war sie Abgeordnete des ersten saarländischen Landtags. Sie war danach als Journalistin für die Frauenzeitschrift „Charme“ tätig. Nach der Abstimmung am 23. Oktober 1955 und dem Anschluss an die Bundesrepublik Deutschland verließ sie das Saarland und lebte bis zu ihrem Tod in Frankreich. Als 1957 die nach ihrem Gatten benannte Max-Braun-Straße im Saarbrücker Stadtteil St. Johann, nach zehn Jahren wieder in Großherzog-Friedrich-Straße rückbenannt wurde, ließ sie aus Protest seine Urne von Saarbrücken nach Neuss in die Braunsche Familiengruft umbetten.
1996 wurde eine Straße in Malstatt in Angela-Braun-Straße umbenannt. Ebenso wurde eine Jugendbildungsstätte in Ludweiler nach ihr benannt.